# 羅威爾·利伯曼
羅威爾·利伯曼（英語：Lowell Liebermann，1961年2月22日—），是美國當代作曲家、指揮家及鋼琴家。

## 背景
利伯曼於紐約市出生，8歲開始學琴，14歲開始從事作曲工作。16歲時已經在卡內基音樂廳內演奏自己的《第1號琴奏鳴曲》，作品1。他一直於茱莉亞音樂學院攻讀，師隨大衛·戴蒙德及文森特·佩爾西凱蒂。1987年畢業時，已先後完成了學士、碩士及博士學位。
利伯曼的作品融合了傳統的旋律風格和現代無調性的寫作方式，他的作品大都具備很強的旋律性，但不會令聽眾感到陳舊，因此很快便在美國本土和世界打響了名堂。他的作品在全球各地均有被演奏。他並曾擔任達拉斯交響樂團和日本札幌太平洋音樂節（Pacific Music Festival）等的駐團作曲家。
他特別喜歡將以往的作曲家，選取合適的旋律後重新編寫成多首主題變奏曲，包括有巴赫、莫扎特、舒伯特（2個）、布魯克納、布拉姆斯、巴格尼尼和艾維士。他亦會在自己的音樂中引用一些耳熟能詳的樂句，例如他的《短笛協奏曲》第3樂章，便可以聽到莫扎特的《第40號交響曲》第1樂章及蘇沙《星條旗頌》的引用。
利伯曼已公開承認他是一位同性戀者，現時他與指揮家威廉·霍布斯（William Hobbs）定居於新澤西州威霍肯。

## 獎項
1998年，利伯曼憑《第2號鋼琴協奏曲》，取得格林美獎最佳現代音樂獎項。

## 主要作品
直至2010年，利伯曼的作品編號已累積至114號。他的創作類型多樣化，由歌劇、合唱、管絃樂到器樂獨奏均包涵在內。

### 歌劇
- 《少年格雷的畫像》，作品45（1995），根據懷爾德的同名小說改編。
- 《寂寞芳心小姐》，作品93（2005），根據纳撒尼尔·韦斯特的同名小說改編。

### 交響曲
- 《第1號交響曲》，作品9（1982）
- 《第2號交響曲》，作品67（1999），含獨唱及合唱。
- 《第3號交響曲》，作品113（2010）

### 協奏曲
- 短笛協奏曲，作品50（1996）
- 長笛協奏曲，作品39（1992）
- 單簧管協奏曲，作品110（2010），代顿交響樂團委約作品及首演。[3]
- 小號協奏曲，作品64（1999）
- 小提琴協奏曲，作品74（2001）
- 大提琴小協奏曲，作品8（1982）
- 第1號鋼琴協奏曲，作品12（1983）
- 第2號鋼琴協奏曲，作品36（1992）
- 《巴格尼尼主題狂想曲》，作品72（2001）
- 第3號鋼琴協奏曲，作品95（2006）
- 為日本鼓及樂隊的《對位》，作品52（1996）
- 長笛及豎琴雙協奏曲，作品48（1995）
- 樂隊協奏曲，作品81（2002）

### 室內樂
- 兩首小提琴室內樂協奏曲
- 2首鋼琴三重奏
- 1首鋼琴四重奏
- 1首鋼琴五重奏
- 4首絃樂四重奏
- 2首長笛、大提琴及鋼琴三重奏
- 1首圓號、小提琴及鋼琴三重奏
- 1首單簧管、鋼琴及絃樂五重奏
- 1首小提琴奏鳴曲
- 1首中提琴奏鳴曲
- 4首大提琴奏鳴曲
- 1首低音提琴奏鳴曲
- 2首長笛獨奏曲
- 3首長笛與其他樂器的奏鳴曲

### 鋼琴獨奏
- 11首夜曲
- 3首奏鳴曲
- 《雨漏》，作品29
- 《布拉姆斯歌曲的4首練習曲》，作品88（2004）
- 3首即興曲
- 多首主題變奏曲
- 其他樂曲10多數

### 聲樂
- 多首獨唱樂曲
- 混聲《小彌撒曲》，作品15（1985）
- 《華特·惠特曼清唱劇》，作品105（2008）

## 外部連結
- 利伯曼官方網站 （页面存档备份，存于）
- 1998年新聞工作者 Bruce Duffle 和利伯曼的訪問 （页面存档备份，存于）（2007年作曲家簡介修訂）